# Erdély (folyóirat, 1921–1923)
Erdély (1921-23). Gyulafehérvárt megjelenő irodalmi, tudományos, egyházi és iskolai lap (1921. december 22. – 1923. február 18.). Felelős szerkesztője Floznik György. Két évfolyamának összesen 31 számában Rass Károly, Tamási Áron írásaival találkozunk.